# Dharma & Greg
Dharma & Greg is een Amerikaanse televisieserie van de zender ABC die over een tijdsbestek van vijf jaar werd uitgezonden. In de Verenigde Staten kwam de eerste aflevering (Pilot) op 24 september 1997 op de buis. De laatste aflevering (The Mamas and the Papas - deel 2) werd in de Verenigde Staten op 30 april 2002 uitgezonden.
De sitcom speelt zich af in de stad San Francisco, maar de opnames vonden plaats in Hollywood, Los Angeles. De serie vertelt het verhaal van het jonge echtpaar Dharma Finkelstein Montgomery (Jenna Elfman) en Greg Montgomery (Thomas Gibson); haar familie bestaat uit new age hippies, zijn familie uit rijke Republikeinen. Hoewel hun ouders allerminst met elkaar overweg kunnen, vormen Dharma en Greg het ideale paar. De show gaat vooral om het huwelijk tussen Dharma en Greg en de compromissen die ze moeten sluiten voor elkaar vanwege hun totaal afwijkende achtergronden en levensopvattingen.
De serie werd in 2002 stopgezet vanwege te lage kijkcijfers, samen met Spin City en Once and Again.

## Vanity Cards
Aan het einde van elke aflevering verschijnt er voor een kort moment een tekst, die enkel te lezen is wanneer het programma opgenomen is en gepauzeerd wordt. Deze 'Vanity Cards' werden geschreven door producent en medebedenker Chuck Lorre om zijn persoonlijke mening over een onderwerp te geven. Later verschenen deze vanity cards ook bij andere shows als Two and a Half Men en The Big Bang Theory, ook shows van Lorre.

## Trivia
- Het Yin yang-symbool wordt gebruikt als het embleem van de serie.